# Euterpe oleracea
La palmera de azaí, huasaí, palma murrapo, palma manaca, naidí, o (en portugués) açaí (Euterpe oleracea) es una palmera nativa del norte de Sudamérica, apreciada por las propiedades nutritivas de su fruto.
Su consumo data de tiempos precolombinos y es un alimento muy importante en la dieta amazónica. El cultivo intensivo del azaí se ha extendido dentro del territorio brasileño durante los años 1980 y 1990 y en una escala menor en Colombia.

## Hábitat
Crece en bosques húmedos de las tierras bajas, en zonas inundables cerca de las riberas de los ríos.
Es propia del Andén Pacífico, donde se conoce como palma murrapo o naidí y forma extensas asociaciones en las vegas inundables de los ríos, a menos de 100 m s. n. m. (metros sobre el nivel del mar).

## Distribución
Crece en el norte de Brasil, Guayana Francesa, Surinam, Guyana, Perú, Bolivia, en Esmeraldas al norte del Ecuador, Venezuela, el este de Panamá, en el Magdalena Medio y las regiones de Pacífico y Amazonía en Colombia.

## Usos

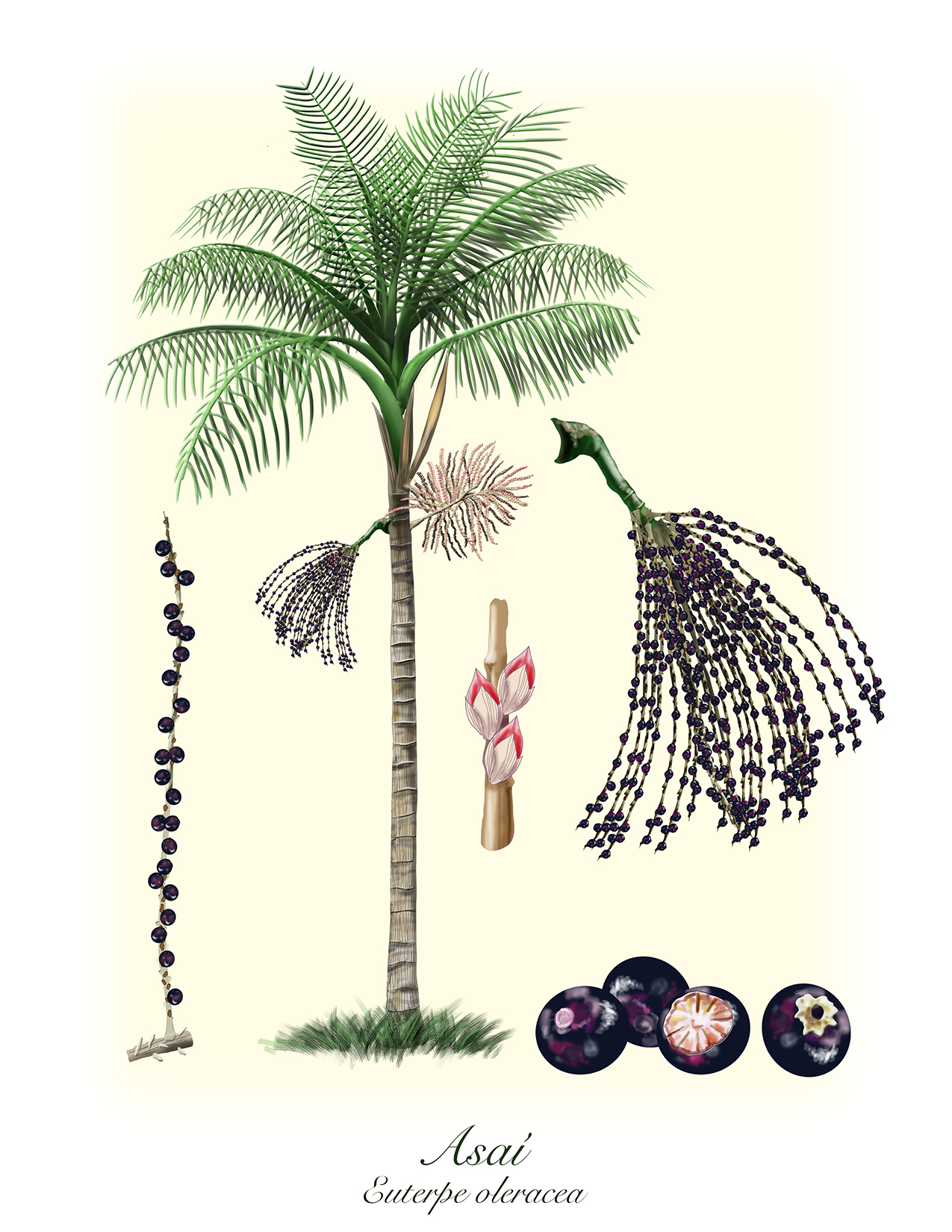
Euterpe oleracea

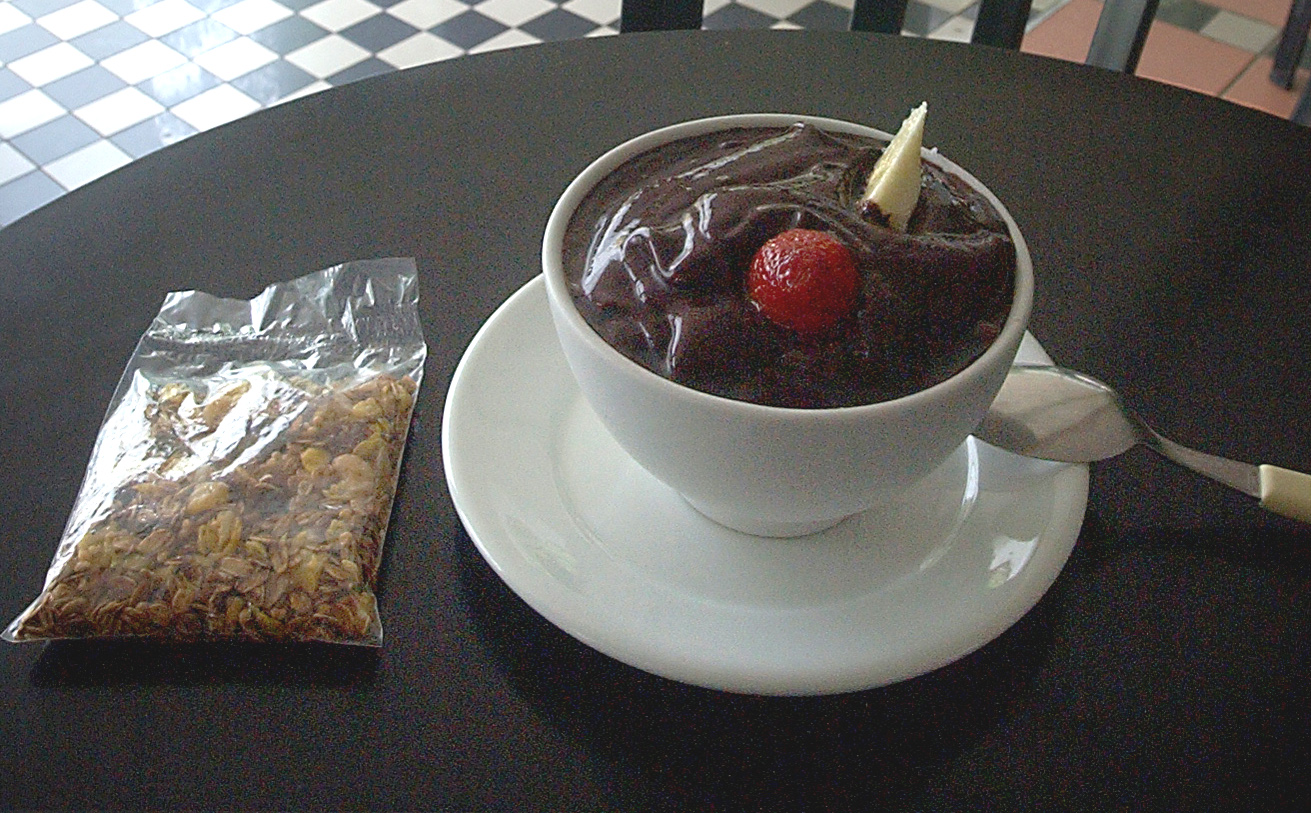

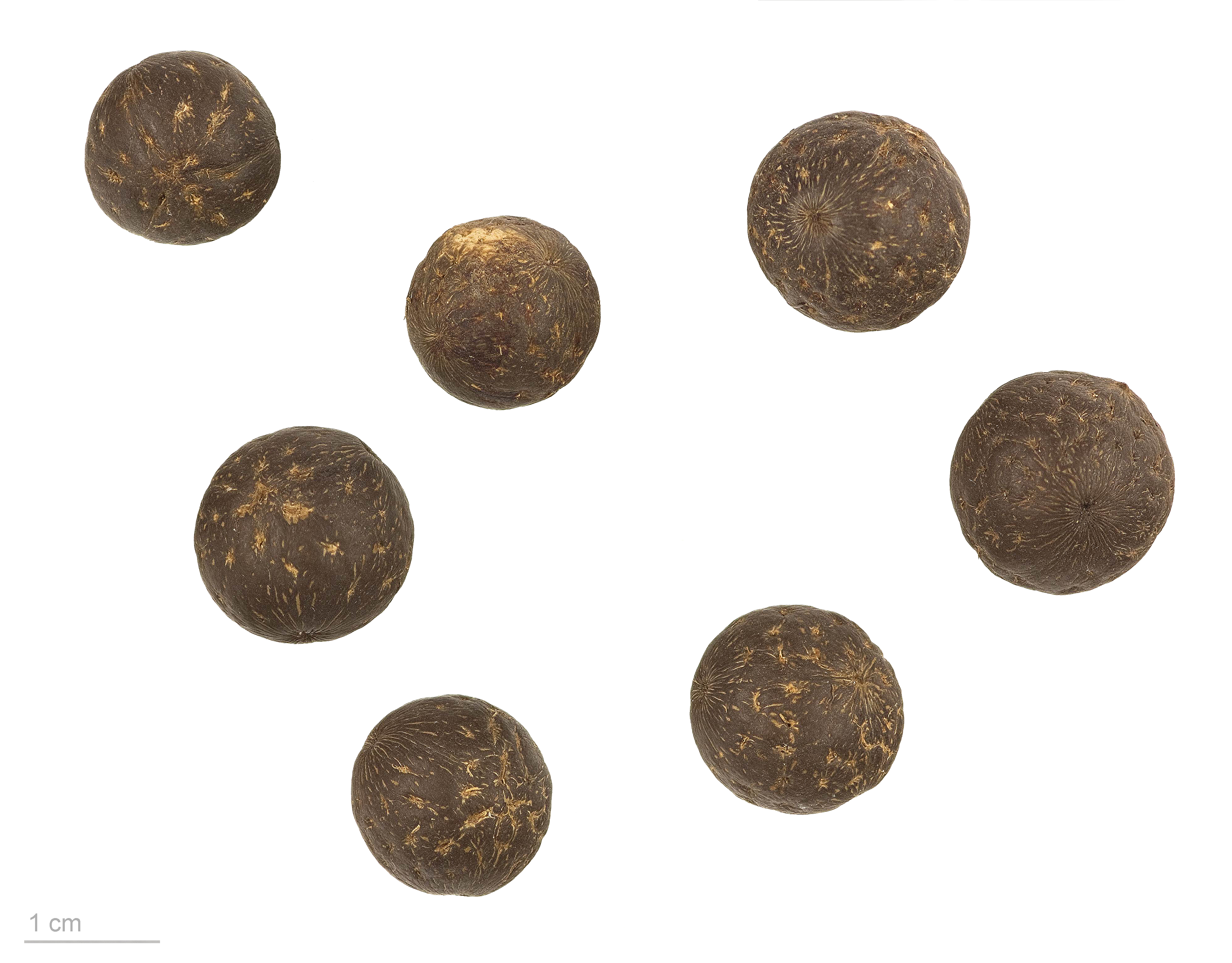
Euterpe oleracea

El fruto azaí de esta palmera es comestible y se consume en forma de bebidas, dulces y helados.
Por cada 100 g la pulpa del fruto contiene 8,1 g de proteínas; 52,2 g de carbohidratos (incluidos 44,2 g de fibra) y 32,5 g de grasas; además 260 mg de calcio, 4,4 mg de hierro, 1002 U de vitamina A y pequeñas cantidades de vitamina C, así como ácido aspártico y ácido glutámico y además 319 mg de antocianina y otros antioxidantes.
Su principal producto comercializado es el palmito, que se extrae derribando las palmas y se procesa como encurtido para comidas tipo ensalada. Sus frutos son consumidos por las aves, especialmente por los guácharos, mientras que sus semillas son consumidas por roedores y por algunos peces, adicionalmente sus tallos se emplean como alfardas en la construcción de techos
Se ha comenzado a comercializar como suplemento alimenticio en forma de barritas energéticas, zumo, caramelos o la fruta entera, pero Quackwatch (organización sin ánimo de lucro estadounidense dedicada a destapar fraudes relacionados con la salud) ha advertido que los niveles de antioxidantes del zumo de azaí, supuesta fuente de sus propiedades beneficiosas, no son superiores que en los de otras frutas como los arándanos, ciertos tipos de uva o cereza.

## Taxonomía
Euterpe oleracea fue descrita por Carl Friedrich Philipp von Martius y publicado en Historia Naturalis Palmarum 2(2): 29-31, f. 28-30, en el año 1824.
Etimología
El género lleva el nombre de la musa Euterpe de la mitología griega que representaba a la música.
oleracea: epíteto latino que significa ‘con fragancia’.
Sinonimia
- Euterpe badiocarpa Barb.Rodr. 1901
- Catis martiana O.F.Cook
- Euterpe beardii L.H.Bailey
- Euterpe brasiliana Oken
- Euterpe cuatrecasana Dugand[9][10]

## Aceite
El aceite de azaí tiene color verde oscuro, olor agradable después de su extracción y tiene un sabor que recuerda a la bacaba. Cuando el aceite ha pasado a través del proceso de refinación, su sabor y olor son agradables como bacaba y Pataua.
El aceite de azaí es ampliamente utilizado tanto para cocinar como para uso cosmético. Como condimento se utiliza a menudo para ensaladas. En cosmética se emplea para la producción de champús para el cabello, jabones y cremas hidratantes para el cuerpo. Tiene una alta concentración de antioxidantes, 33 veces más que la uva. Es rico en ácidos grasos esenciales.

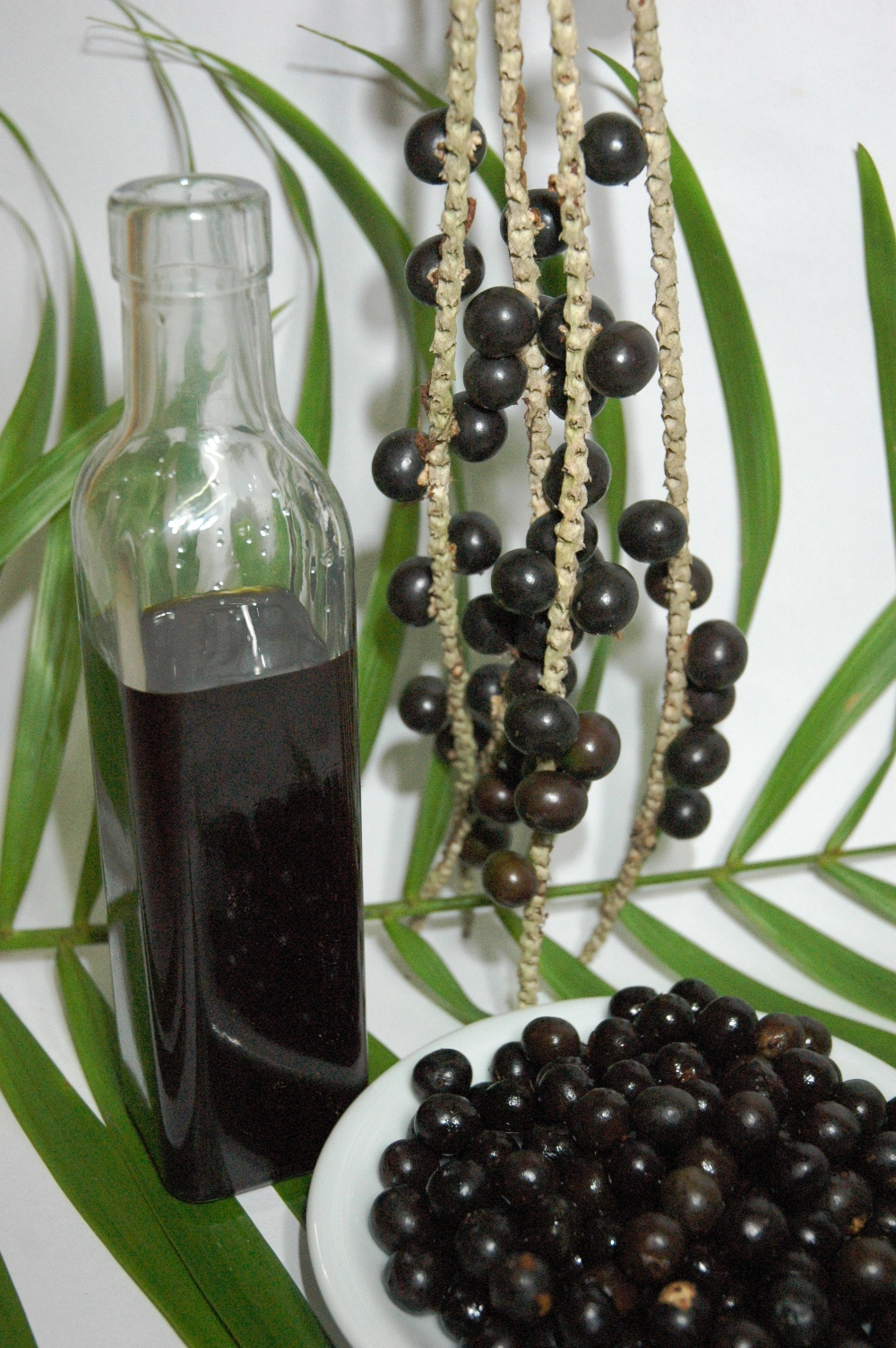
Aceite del azaí

Composición de ácidos grasos de aceite de azaí
| Ácido palmítico    | % en peso | 17,0-28,0    |
| Ácido Palmiloleico | % en peso | 2,0 a 6,0    |
| Ácido esteárico    | % en peso | 1,5-6,0      |
| Ácido oleico       | % en peso | 40,0-60,0    |
| Ácido vaccénico    | % en peso | de 3,0 a 4,5 |
| Ácido linoleico    | % en peso | 10,0-22,0    |
| Saturada           | %         | 28,0         |
| Insaturados        | %         | 72,0         |

Físico-química del aceite composición azaí
| Índice             | Unidad       | Presentación  |
| Acidez             | mgKOH/g      | <15.0         |
| Peróxido           | 10 meq O2/kg | <10.0         |
| Yodo               | gl2/100 g    | 60-90         |
| Saponificación     | mgKOH/g      | 100-200       |
| Densidad           | 25 °C g/mL   | 0,9688-0,9880 |
| Refracción (40 °C) | -            | -             |
| Punto de fusión °C | 4            | -             |

## Origen popular
De acuerdo con el folclore brasilero, existía una tribu indígena muy numerosa donde hoy se encuentra la Ciudad de Belém. Como los alimentos estaban escasos, era difícil conseguir comida para toda la tribu. Entonces, el cacique Itaki tomó una decisión muy cruel. Resolvió que, a partir de aquel día, todos los niños recién nacidos serían sacrificados para evitar el aumento de la población en aquella tribu de la selva.
Hasta que un día la hija del cacique, llamada Iaçá, dio a luz a una niña que también debía ser sacrificada. Iaçá entró en desesperación, lloraba todas las noches con añoranzas y vacío en el corazón. Estuvo varios días encerrada en su oca y pidió a Tupã que le mostrara a su padre otra manera de ayudar al pueblo, sin el sacrificio de los niños.
Cierta noche de luna, Iaçá escuchó el llanto de un niño. Se acercó a la puerta de su oca y vio a su hija sonriente al pie de una gran palmera. Se dirigió en dirección a su hija, abrazándola. Pero, misteriosamente, su hija desapareció.
Iaçá, inconsolable, lloró mucho hasta morir. Al día siguiente, su cuerpo fue encontrado abrazado al tronco de la palmera. Pero al observar su rostro, tenía aún, una sonrisa de felicidad. Sus ojos estaban en dirección a lo alto de la palmera, que se encontraba cargada de frutos pequeños y oscuros.
Itaki, entonces, mandó a que se golpearan aquellos frutos, obteniendo un vino rojizo que bautizó como açaí («Iaçá» invertido), en homenaje a su hija. Alimentó a su pueblo y, a partir de ese día, suspendió la orden de sacrificar niños.